# Болница у Кнез Селу
Болница у Кнез Селу намењена за бановински санаторијум за туберкулозу, у време изградње (1936—1937) била је највећа болница за плућне болести у краљевини Југославији. Као и многи други објекти изграђени у овом периоду у Нишу (приватни и јавни) и овај је изграђен у стилу модерне, највероватније по угледу на Алтоов санаторијуму у Паимију из 1932. године. Име пројектанта није познато, а Санаторијум је изградила нишка општина. 

## Називи
Бановински санаторијум за туберкулозу — Санаторијум за плућне болести и туберкулозу —  Специјална болница за туберкулозу — Завод за плућне болести и туберкулозу — Клиника за плућне болести и туберкулозу Клиничког центра Ниш

## Положај и размештај
Болница се налази се на око  0,5 км западно од Кнез Села, у градској општини Пантелеј на подручју града Ниша у Нишавском округу.
Њена инфраструктура је размештена на североисточном рубу нишке котлине, на око 10 км од центра Ниша на падинама брда Градац, на надморској висини од 450 м, у густом шумом обраслом подручју.

## Историја
Изградња болнице као посебне болничке зграде у саставу здравства Ниша, намењене бановинском санаторијум за туберкулозу, започета је 1936. а окончана 1937. године, у освит Другог светског рата који је омео комплетно оснивање и нормалан рад болнице. Објекат је надграђен 1985. године.
Током Другог светског рата, све до ослобођења Ниша 14. октобра 1944. године  болницу је користио окупатор, за разне потребе.
Иако делимично коришћен већ уочи Другог светског рата и током окупације, санаторијум је пуним капацитетом почео да ради по завршетку рата.
Од 1947. године болница је постала Санаторијум за плућне болести, јер су у послератном периоду туберкулозна и плућне болести биле масовна појава у Југославији.
У свом саставу, Санаторијум је пред крај четрдесетих година 20. века, имао четири клиничка одељења (са 400 болесничких постеља), бактериолошку лабораторији и одељењем за колапсно лечење туберкулозе.
Токо 1956. године болница је променила назив и од Санаторијума постала Специјална болница за туберкулозу.
У наредним деценијама следиле су бројне реорганизационе, кадровске и материјалне и друге промене у болници:
- Прва, 1969. године када се болница удружила са антитуберкулозним диспанзером и постала Завод за плућне болести и туберкулозу.
- Друга, 1971. године када је Грудно одељење Клиничке болнице у Нишу припојено Заводу.
- Треће, 1982. године када је након реконструкције о реорганизације, формирана Клиника за плућне болести и туберкулозу Клиничког центра Ниш.
- Године 1969/70. интегрисан је са грудним одељењем Градске болнице и Антитуберкулозним диспанзером,
- Од 1982. године је у саставу Клинике за плућне болести и туберкулозу Медицинског факултета у Нишу, као високо специјализована здравствена установа која пружа услуге дијагностике и лечења обољења респираторног система и туберкулозе за више региона Југоисточне Србије.

## Задаци Болнице
У овој клиници се третирају неспецифичне плућне болести, придружене ванплућне болести, имунолошке болести и грануломатозе, опструктивне плућне болести и бронхијална астма, малигне болести плућа, туберкулоза и друга респираторна патологија.
У оквиру Клинике постоји микробиолошка лабораторија која представља референтну лабораторију за дијагностику туберкулозе.
Кроз делатност одсека дневне болнице збрињавају се погоршања хроничних плућних болести, лече се оболели од лакших облика упала плућа и примењује цитостатска хемиотерапија за оболеле од малигних плућних болести.
На одељењу интензивне неге лече се тешко оболели болесници уз могућност континуиране оксигенације, мониторинг виталних функција и неинвазивну вентилацију.
У оквиру Клинике посебним пројектом Министарства здравља опремљен је блок за лечење оболелих од мултитрезистентне туберкулозе, а што постоји само у још две установе на територији Републике Србије.
У сарадњи са Клиником за онкологију спроводи се радиотерапија код оболелих од малигних плућних болести, а у сарадњи са Клиником за физикалну медицину и рехабилитацију спроводе се мере иницијалне и ране респираторне рехабилитације.